# Gábor Ancsin
Gábor Ancsin, né le 17 novembre 1990 à Békéscsaba, est un handballeur international hongrois évoluant au poste d'arrière droit au sein du club hongrois Tatabánya KC.

## Palmarès

### En club
Compétitions internationales
- Vainqueur de la Coupe de l'EHF (C3) (2) : 2014.

Compétitions nationales
- Vainqueur du Championnat d'Allemagne de D2 (1) : 2010.
- Championnat de Hongrie
  - Vainqueur (2) : 2017.
  - Finaliste (6) : 2012, 2013, 2014, 2015, 2016, 2018
- Coupe de Hongrie
  - Vainqueur (2) : 2017,  2018.
  - Finaliste (5) : 2012, 2013, 2014, 2015, 2016

### En équipe nationale
Championnats du monde
- 7e place au Championnat du monde 2011,  Suède
- 8e place au Championnat du monde 2013,  Espagne
- 7e place au Championnat du monde 2017,  France
- 10e place au Championnat du monde 2019,  Allemagne et  Danemark

Championnats d'Europe
- 8e place au Championnat d'Europe 2012,  Serbie
- 8e place au Championnat d'Europe 2014,  Danemark
- 12e place au Championnat d'Europe 2016,  Pologne
- 14e place au Championnat d'Europe 2018,  Croatie

### Récompenses individuelles
- Meilleur jeune joueur hongrois de l'année : 2008[2]
- Meilleur joueur junior hongrois de l'année : 2011[3]